# 柳寬順
柳寬順（韓語：유관순，1902年11月17日—1920年9月28日）被譽為大韓民國的聖女貞德。她原是梨花學堂（今日梨花女子大學）的學生。 1919年3月1日在京城（今首爾）鍾路區的塔洞公園參與韓國獨立運動，並簽署獨立宣言，成為獨立運動家。之後她把獨立的信息帶返家鄉，並主導多次社會運動。她後來被捕，並被判處7年徒刑。這刑期在33位獨立宣言簽署人當中，刑期最高。基於這個理由，她要求上訴，並被移送至京城。在京城她没有得到減刑，其後更在西大門刑務所內因為嚴刑拷打及營養不良而死，得年只有17歲。

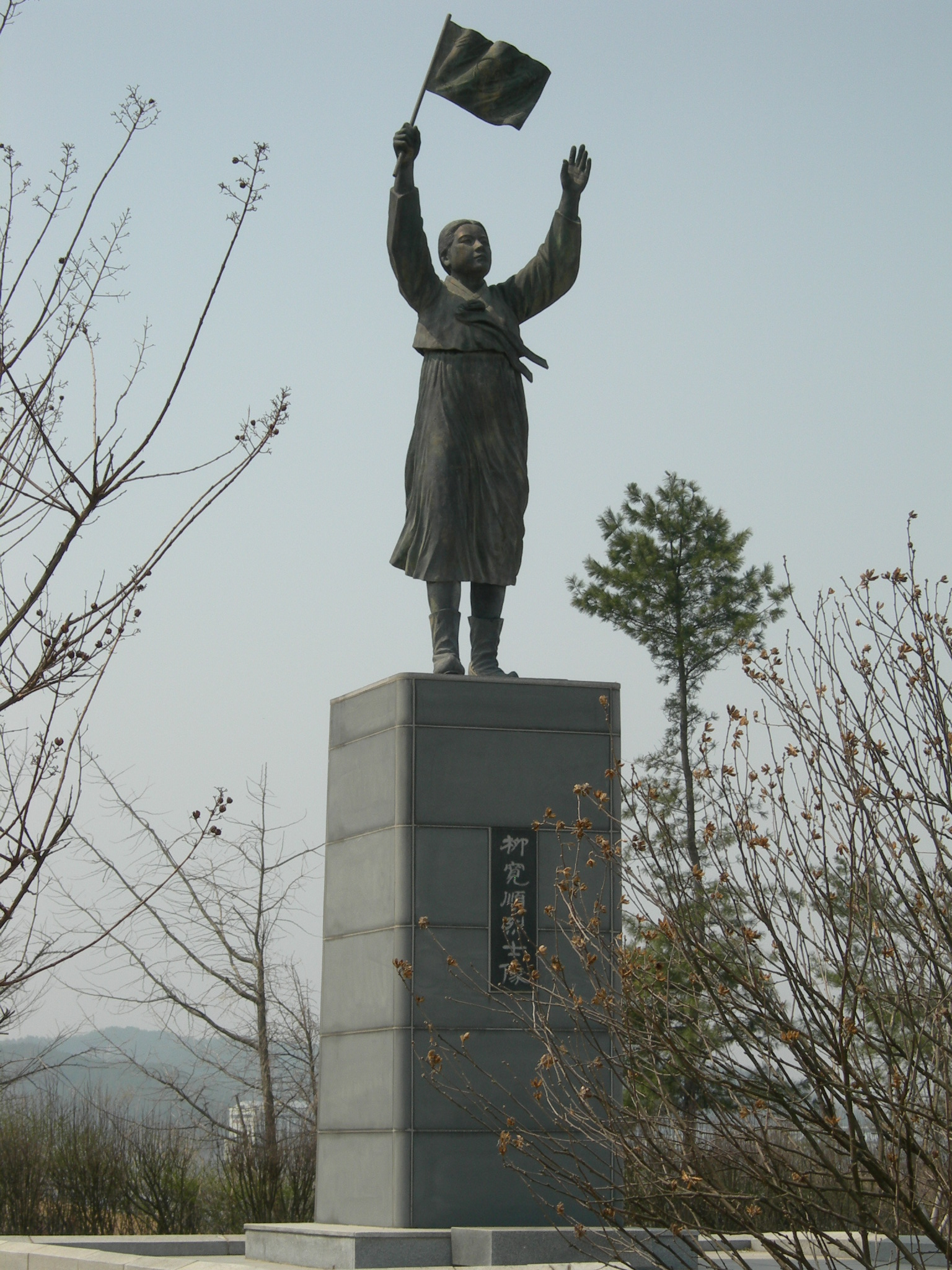
天安柳寬順紀念館的雕像。

## 生平
柳寬順於1902年在朝鮮忠清南道木川郡（即今日的天安市）龍頭里出生。父親是柳重權、母親是李少梯，有異母姊柳癸出、胞兄柳愚錫、兩胞弟柳仁錫及柳寬錫。父親是開朗的人、仗義疏財，經常借錢給貧窮的家庭。1916年在基督教監理宗的美國女宣教士愛麗絲·夏普的援助下免費入讀當時京城的梨花學堂普通科，並於1918年入讀梨花學堂高級科。
1919年三一運動爆發，柳寬順亦有參加，並成為33位獨立宣言簽署人之一。為此，梨花學堂在3月5日收到朝鮮總督府發出的“修校令”而停課，所有學生都要離開學校返家。柳寬順因此返回家鄉天安，但她在途中亦不斷向其他教堂的教友及學校宣揚獨立信息。之後更與其他傳道人策劃獨立萬歲示威活動。4月1日，由柳寛順等人策劃的獨立萬歲示威活動於天安的並川Aunae集市舉行，吸引到天安郡一帶、甚至清州、鎮川的人前來參與，達3000多人。柳寬順向群眾分發代表獨立的太極旗，並帶領群眾遊行及呼叫獨立口號。演說受到日本憲兵與警察的武力鎮壓，並引致一名示威者受傷死亡。柳寬順帶同示威群眾及死者的屍體到憲兵派遣所抗議。期間，一些激怒的青年剪斷了派遣所的電話線，並意圖衝擊派遣所。憲、警向群眾開鎗，柳寬順的父母及另外19人當場被殺，而柳寬順亦同時被捕。
被捕後的柳寬順被送往京城西大門刑務所，並被判署7年（3年）徒刑。1920年9月28日（一說10月12日）於西大門刑務所監獄內因為營養失調及拷問致死。她死時只有17岁。梨花學堂的負責人聞訊後，向刑務所申請要求取回柳寬順的遺體，但被拒絕。
1962年韓國政府根據她對國家所作的貢獻，向她追贈三等“建國勳章”，並追封為“獨立烈士”。直到今日，在天安市她的故居附近仍設有柳寬順烈士記念祠堂；而首爾西大門刑務所舊址亦改建成為歷史博物館，並開放與公開參觀。
2019年，在三一運動一百週年之時，時任總統文在寅追贈柳寬順一等建國勳章大韓民國章，以表揚柳寬順在韓國獨立後在社會造成的影響。

## 電影
以柳寬順故事為題材的電影包括：
- 《抗拒：柳宽顺的故事》(2019)